# Sony Pictures Entertainment Italia
Sony Pictures Entertainment Italia S.r.l. è la filiale italiana di Sony Pictures Entertainment, facente parte del colosso giapponese Sony.

## Attività imprenditoriali

### Attuali
Le operazioni della Sony Pictures Entertainment Italia comprendono:
- L'acquisizione e la distribuzione di film (titoli noti includono le saga di Spider-Man, Jumanji, Piccole Donne, Venom, Men in Black, C'era una volta a...Hollywood, Karate Kid, Ricomincio da capo, Resident Evil, Ghostbusters, Blade Runner 2049, Chiamami col tuo nome, Baby Driver, Peter Rabbit, Hotel Transylvania).
- L'acquisizione e la distribuzione di contenuti televisivi (incluso The Good Doctor, S.W.A.T., The Blacklist, Outlander, Breaking Bad, Better Call Saul, Lincoln, Future Man, Dawson's Creek, The Goldbergs, Vita da Strega, La Tata).
- La distribuzione di contenuti digitali.
- Tramite Sony Pictures Television Networks è l'editore dei canali televisivi in chiaro Sony One, disponibili sulle piattaforme FAST Samsung TV Plus e LGTV.
- I film Sony Pictures vengono distribuiti in Italia dalla Eagle Pictures.

### Precedenti
è stato l'editore di due canali televisivi in chiaro sul digitale terrestre
| Logo | Canale    | Data di lancio   | Data di chiusura | DTT | Sky |
| ---- | --------- | ---------------- | ---------------- | --- | --- |
|      | Pop       | 4 maggio 2017    | 11 luglio 2019   | Si  | No  |
|      | Cine Sony | 7 settembre 2017 | 11 luglio 2019   | Si  | No  |